# Arnulfo de Soissons
Arnulfo de Soissons o Arnoldo de Oudenburg (Tiegem, Brabante, ca. 1040-Oudenburg, 1087) fue un monje benedictino, sacerdote y obispo de Soissons. Es venerado como santo por la Iglesia católica.

## Biografía
Arnuldo nació en el Brabante flamenco, hijo del caballero Fulbert. Hizo carrera militar hasta que se hizo benedictino en la abadía de Saint-Médard de Soissons. Pasó los tres primeros años como eremita y después fue nombrado abad en contra de su voluntad, pues se consideraba indigno del cargo, e incluso huyó del monasterio; según la leyenda, un lobo le obligó a volver. Ordenado sacerdote, hacia el 1080, fue obispo de Soissons, honor que también pretendió rehusar. 
Se retiró a un monasterio cuando otro obispo ocupó la sede, y fundó la abadía de Sint-Peter en Oudenburg. (La abadía desapareció durante la Revolución francesa.) En ella comenzó a fermentar cerveza, bebida esencial en la zona en aquel tiempo, y animó a los campesinos a beber como "don de salud", ya que introdujo al proceso de fabricación el agua hervida, evitando así la transmisión de enfermedades. (La misma historia se narra sobre San Arnulfo de Metz, también patrón de los cerveceros.)

## Veneración
Se le atribuyen milagros, la mayoría en su tumba, que fueron reconocidos por un concilio en Beauvais en 1121; sus reliquias se llevaron a la iglesia de Sint-Peter de Oudenburg en 1131. Su fiesta es el 8 de julio, aunque en el Martirologio romano consta como el 14 de agosto. Es el santo patrón de los cerveceros.